# 川辺郡 (鹿児島県)
- 令制国一覧 > 西海道 > 薩摩国 > 川辺郡
- 日本 > 九州地方 > 鹿児島県 > 川辺郡

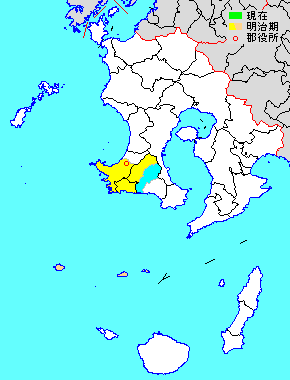
鹿児島県川辺郡の位置（薄黄：後に他郡に編入された区域 水色：後に他郡から編入した区域 現在の十島村は省略）

川辺郡（かわなべぐん）は、かつて鹿児島県（薩摩国）に存在した郡。

## 郡域
1879年（明治12年）に行政区画として発足した当時の郡域は、下記の区域にあたる。
- 枕崎市・鹿児島郡三島村・十島村の全域
- 南さつま市の大部分（金峰町各町を除く）
- 南九州市の一部（川辺町各町）

## 歴史

### 近世以降の沿革
- 明治初年時点では全域が薩摩鹿児島藩領であった。「旧高旧領取調帳」に記載されている明治初年時点での村は以下の通り[注釈 1]。（35村10島）
  - 鹿籠郷 - 鹿籠村（現・枕崎市）
  - 坊泊郷 - 坊村、泊村（現・南さつま市）
  - 久志秋目郷 - 久志村、秋目村（現・南さつま市）
  - 勝目郷 - 上山田村、中山田村、下山田村（現・南九州市）
  - 川辺郷 - 清水村、両添村、今田村、永田村、野間村、小野村、古殿村、平山村、宮村、神殿村、野崎村、高田村、田部田村（現・南九州市）
  - 加世田郷 - 益山村、内山田村、小湊村、別府田間村、唐仁原村、宮原村、川畑村、地頭所村、武田村、村原村、津貫村、赤生木村、片浦村、大浦村（現・南さつま市）
  - この他、以下の10島を含んだ[注釈 2]。
    - 硫黄島、黒島、竹島（現・鹿児島郡三島村）、口之島、臥蛇島、平島、中之島、悪石島、諏訪之瀬島、宝島（現・鹿児島郡十島村）
- 明治2年（1869年） - 鹿籠郷・坊泊郷・久志秋目郷が合併し、南方郷となる。
- 明治2年（1869年） - 鹿籠村から別府村が分立。（36村10島）
- 明治4年7月14日（1871年8月29日） - 廃藩置県により鹿児島県の管轄となる。
- 明治9年（1876年） - 別府田間村が武田村に合併。（35村10島）
- 明治12年（1879年）2月17日 - 郡区町村編制法の鹿児島県での施行により、行政区画としての川辺郡が発足。「知覧郡役所」が給黎郡郡村に設置され、同郡および揖宿郡・頴娃郡とともに管轄。
- 明治13年（1880年） - 高田村の一部が分立して本別府村となる。（36村10島）
- 明治14年（1881年） - 鹿籠村が分割して東鹿籠村・西鹿籠村・枕崎村となる。（38村10島）
- 明治18年（1885年）
  - 10月20日 - 10島が大島郡・熊毛郡・馭謨郡とともに金久支庁（後に大島島庁）の管轄となる。
  - 12月8日 - 硫黄島、黒島、竹島が大島郡・熊毛郡とともに金久支庁種子島出張所の管轄となる。

### 町村制以降の沿革

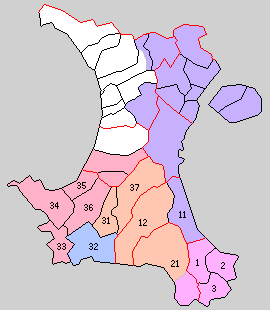
31.勝目村 32.東南方村 33.西南方村 34.西加世田村 35.東加世田村 36.加世田村 37.川辺村（青：枕崎市 赤：南さつま市 橙：南九州市 1 - 3は揖宿郡 11・12は給黎郡 21は頴娃郡 離島部は省略）

- 明治22年（1889年）4月1日 - 町村制の施行により、各郷に勝目村、東南方村［南方郷のうち東鹿籠村・西鹿籠村・枕崎村・別府村］、西南方村［南方郷のうち久志村・泊村・坊村・秋目村］、西加世田村［加世田郷のうち片浦村・赤生木村・大浦村］、東加世田村［加世田郷のうち唐仁原村・益山村・宮原村・小湊村］、加世田村［加世田郷のうち武田村・川畑村・地頭所村・村原村・内山田村・津貫村］、川辺村が発足。このほか、硫黄島・黒島・竹島・口之島・臥蛇島・平島・中之島・悪石島・諏訪之瀬島・宝島が「町村制を施行せざる島嶼指定の件」に該当する「川辺郡十島」として大島島庁の管轄となる。（7村10島）
- 明治30年（1897年）4月1日 - 郡制の施行のため、下記の変更が行われる[1]。
  - 川辺郡の一部（川辺郡十島を除く7村）・給黎郡の一部（知覧村）の区域をもって、改めて川辺郡が発足。郡役所が加世田村に設置。知覧村（現・南九州市）が本郡の所属となる。（8村）
  - 残部（川辺郡十島）の所属郡が大隅国大島郡に変更。
- 明治31年（1897年）4月1日 - 郡制を施行。
- 大正12年（1923年）
  - 1月1日 - 西加世田村が改称して笠砂村となる。
  - 4月1日 - 郡会が廃止。郡役所は存続。
  - 7月1日 - 東南方村が町制施行・改称して枕崎町となる。（1町7村）
  - 10月13日 - 川辺村が町制施行して川辺町となる。（2町6村）
- 大正13年（1924年）1月1日 - 加世田村が町制施行して加世田町となる。（3町5村）
- 大正14年（1925年）1月1日 - 東加世田村が町制施行・改称して万世町となる。（4町4村）
- 大正15年（1926年）7月1日 - 郡役所が廃止。以降は地域区分名称となる。
- 昭和7年（1932年）4月1日 - 知覧村が町制施行して知覧町となる。（5町3村）
- 昭和15年（1940年）11月10日 - 笠砂村が町制施行・改称して笠沙町となる。（6町2村）
- 昭和24年（1949年）9月1日 - 枕崎町が市制施行して枕崎市となり、郡より離脱。（5町2村）
- 昭和26年（1951年）4月1日 - 笠沙町の一部（大浦）が分立して大浦村が発足。（5町3村）
- 昭和28年（1953年）10月15日 - 西南方村が改称して坊津村となる。
- 昭和29年（1954年）7月15日 - 加世田町・万世町が合併して加世田市が発足し、郡より離脱。（3町3村）
- 昭和30年（1955年）11月1日 - 坊津村が町制施行して坊津町となる。（4町2村）
- 昭和31年（1956年）9月1日 - 川辺町・勝目村が合併し、改めて川辺町が発足。（4町1村）
- 昭和36年（1961年）11月1日 - 大浦村が町制施行して大浦町となる。（5町）
- 平成17年（2005年）11月7日 - 笠沙町・大浦町・坊津町が加世田市・日置郡金峰町と合併して南さつま市が発足し、郡より離脱。（2町）
- 平成19年（2007年）12月1日 - 知覧町・川辺町が揖宿郡頴娃町と合併して南九州市が発足。同日川辺郡消滅。

### 変遷表
| 明治22年4月1日   | 明治22年 - 明治45年                                                  | 大正1年 - 大正15年                    | 昭和1年 - 昭和20年    | 昭和21年 - 昭和30年                               | 昭和31年 - 昭和64年     | 平成1年 - 現在             | 現在            |
| ---------------- | -------------------------------------------------------------------- | ------------------------------------- | --------------------- | ------------------------------------------------- | ----------------------- | -------------------------- | --------------- |
| 加世田村         | 加世田村                                                             | 大正13年1月1日 町制                   | 加世田町              | 昭和29年7月15日 加世田市                          | 加世田市                | 平成17年11月7日 南さつま市 | 南さつま市      |
| 東加世田村       | 東加世田村                                                           | 大正14年1月1日 町制改称 万世町        | 万世町                | 昭和29年7月15日 加世田市                          | 加世田市                | 平成17年11月7日 南さつま市 | 南さつま市      |
| 西加世田村       | 西加世田村                                                           | 大正12年1月1日 改称 笠砂村            | 昭和15年11月10日 町制 | 笠沙町                                            | 笠沙町                  | 平成17年11月7日 南さつま市 | 南さつま市      |
| 西加世田村       | 西加世田村                                                           | 大正12年1月1日 改称 笠砂村            | 昭和15年11月10日 町制 | 昭和26年4月1日 分立 大浦村                        | 昭和36年11月1日 町制    | 平成17年11月7日 南さつま市 | 南さつま市      |
| 西南方村         | 西南方村                                                             | 西南方村                              | 西南方村              | 昭和28年10月15日 改称 坊津村 昭和30年11月1日 町制 | 坊津町                  | 平成17年11月7日 南さつま市 | 南さつま市      |
| 東南方村         | 東南方村                                                             | 大正12年7月1日 町制改称 枕崎町        | 枕崎町                | 昭和24年9月1日 市制                               | 枕崎市                  | 枕崎市                     | 枕崎市          |
| 川辺村           | 川辺村                                                               | 大正12年10月13日 町制                 | 川辺町                | 川辺町                                            | 昭和31年9月1日 川辺町   | 平成19年12月1日 南九州市   | 南九州市        |
| 勝目村           | 勝目村                                                               | 勝目村                                | 勝目村                | 勝目村                                            | 昭和31年9月1日 川辺町   | 平成19年12月1日 南九州市   | 南九州市        |
| 給黎郡 知覧村    | 明治29年3月29日 川辺郡                                               | 知覧村                                | 昭和7年4月1日 町制    | 知覧町                                            | 知覧町                  | 平成19年12月1日 南九州市   | 南九州市        |
| （町村制未施行） | 明治30年4月1日 大島郡 明治41年4月1日 （島嶼町村制施行） 大島郡十島村 | 大正9年 （島嶼指定解除） 大島郡十島村 | 大島郡 十島村         | 昭和27年2月10日 大島郡十島村                      | 昭和48年4月1日 鹿児島郡 | 鹿児島郡 十島村            | 鹿児島郡 十島村 |
| （町村制未施行） | 明治30年4月1日 大島郡 明治41年4月1日 （島嶼町村制施行） 大島郡十島村 | 大正9年 （島嶼指定解除） 大島郡十島村 | 大島郡 十島村         | 昭和27年2月10日 大島郡三島村                      | 昭和48年4月1日 鹿児島郡 | 鹿児島郡 三島村            | 鹿児島郡 三島村 |

## 行政
歴代郡長
出典
| 代 | 氏名       | 就任年月日               | 退任年月日                | 備考                                                            |
| -- | ---------- | ------------------------ | ------------------------- | --------------------------------------------------------------- |
| 1  | 上田常芳   | 明治30年（1897年）4月1日 | 明治33年（1900年）12月    | 鹿児島郡長へ転任                                                |
| 2  | 池田正義   | 明治33年12月             | 明治37年（1904年）3月18日 | 日置郡長から転任 明治37年3月18日に休職、同年7月14日に依願免官   |
| 3  | 甲斐田毅   | 明治37年3月18日          | 明治40年（1907年）7月22日 | 鹿児島警察署衛生課詰衛生課長心得駆黴院長から転任 出水郡長へ転任 |
| 4  | 大窪七之丞 | 明治40年7月              | 明治44年（1911年）2月     | 加世田警察署長兼知覧分署長から転任 薩摩郡長へ転任               |
| 5  | 小野田祐介 | 明治44年2月              | 大正3年（1914年）10月     | 伊佐郡長から転任 薩摩郡長へ転任                                 |
| 6  | 楠田正義   | 大正3年10月              | 大正8年（1919年）11月     | 鹿児島県内務部第三課から転任 姶良郡長へ転任                     |
| 7  | 花田幹吉   | 大正8年11月              | 大正11年（1922年）5月     | 伊佐郡長から転任 日置郡長へ転任                                 |
| 8  | 鳥飼慶四郎 | 大正11年5月              | 大正15年（1926年）6月30日 | 薩摩郡書記第一課長から転任 郡役所廃止により廃官                 |